# Acanthodelta faber
Acanthodelta faber är en fjärilsart som beskrevs av Holland 1894. Acanthodelta faber ingår i släktet Acanthodelta och familjen nattflyn. Inga underarter finns listade i Catalogue of Life.